# Siegfried Weiß (Skilangläufer)
Siegfried Weiß (* 18. Dezember 1933 in Furtwangen im Schwarzwald; † 13. März 2013 in Simonswald) war ein deutscher Skilangläufer.
Weiß wuchs in der Nähe von Gütenbach auf. Er gewann neun Deutsche Meisterschaften im Skilanglauf und nahm an den vier Olympischen Winterspielen von 1956 bis 1968 teil.
1956 in Cortina d’Ampezzo gelang ihm mit der 4 × 10-km-Staffel der Herren ein 10. Platz bei 14 gestarteten Teams. Seine Teamkollegen waren Cuno Werner, Rudolf Kopp und Hermann Möchel. Während der Spiele im amerikanischen Squaw Valley lag er im 50-km-Rennen zeitweise auf Rang 10, rutsche jedoch wegen Wachsproblemen auf Rang 24 ab. Diesen Rang erreichte er auch vier Jahre später in Innsbruck. 1968 trat er in Grenoble, erstmals in einer von zwei deutschen Mannschaften, erneut im 50-km-Rennen an und erreichte den 43. Rang. 1972 zog er sich aus dem Leistungssport zurück und lebte fortan in Simonswald.
Siegfried Weiß verstarb im Alter von 79 Jahren nach schwerer Krankheit. Er wurde auf dem Friedhof in Simonswald begraben.